# Parianinae
Parianinae Hack., 1887 è una sottotribù di piante spermatofite monocotiledoni appartenente alla famiglia delle Poacee (sottofamiglia Bambusoideae).

## Etimologia
Il nome della sottotribù deriva dal suo genere tipo Pariana Aubl. la cui etimologia probabilmente fa riferimento alla penisola venezuelana "Paria". Il nome scientifico della sottotribù è stato definito dal botanico austriaco Eduard Hackel (1850-1926) nella pubblicazione "Naturlichen Pflanzenfamilien" (II, 2: 88. Nov 1887) del 1887.

## Descrizione

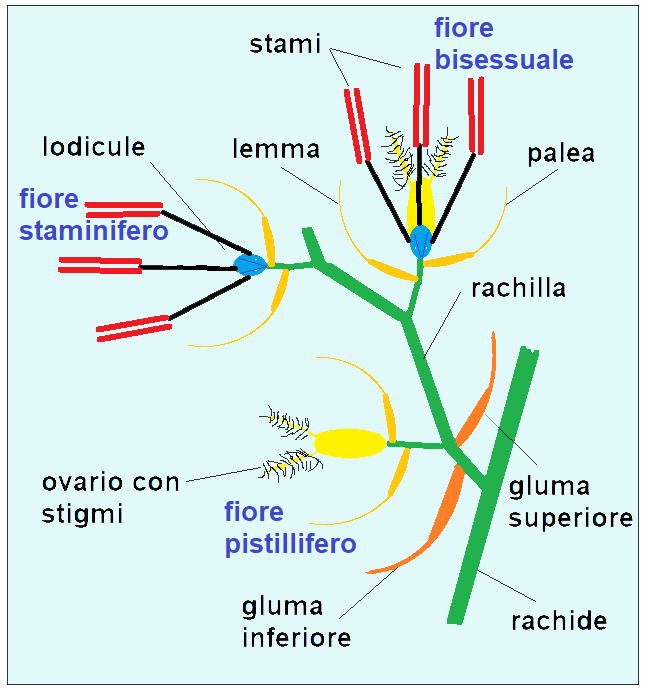
Spighetta generica con tre fiori diversi

### Portamento
Il portamento delle specie di questa sottotribù è perenne erbaceo o cespitoso. Gli aggregati sotterranei sono collegati da rizomi o stoloni. Sia i rizomi che gli stoloni in alcune specie possono essere anche mancanti. I culmi, eretti o genicolato-ascendenti, sono robusti o snelli; alla base possono essere legnosi. Altezza massima 60 cm (Pariana). I nodi sono gonfi; gli internodi sono affusolati. I rami laterali sono scarsi.

### Foglie
Le foglie lungo il culmo sono disposte in modo alterno, sono distiche e si originano dai vari nodi. Sono composte da una guaina, una ligula e una lamina. Le venature sono parallelinervie con o senza distinte venature trasversali.
- Ligule: le ligule in genere sono prive di padiglioni auricolari e fimbrie a parte la zona superiore in alcuni generi; se presenti sono erette. Possono essere membranose e cigliate. La ligula esterna non è presente.
- Guaine: al vertice delle guaine spesso sono presenti delle fimbrie.
- Foglie del culmo: la forma della lamina può essere lineare o lanceolata o ellittica o oblunga o ovata. In Eremitis le papille sulle superfici adiassali delle foglie rifrangono la luce e creano una iridescenza blu (potrebbe essere un adattamento all'ombra).
- Foglie del fogliame: le foglie del fogliame solitamente non si differenziano dalle foglie del culmo.

### Infiorescenza
- Infiorescenza principale (sinfiorescenza o semplicemente spiga): le infiorescenze, terminali, non sono ramificate ed hanno la forma di una pannocchia. Talvolta le spighette si trovano su un culmo senza foglie separato dal culmo vegetativo. Le spighette sono monoiche (spighette maschili e femminili nella stessa infiorescenza). In Pariana l'infiorescenza è cilindrica ed è formata da una spirale di cinque spighette staminali che circondano una singola spighetta pistillifera. Numero delle spighette per infiorescenza: da 5 a 12 (Pariana).

- Spighette femminili (pistillifere): sono grandi con l'apice del pedicello generalmente largo e a forma di clava indurita e sono avvolte dalla spirale delle spighette staminali.
- Spighette maschili (staminali): sono piccole e avvolgono a spirale quelle femminili (a volte i pedicelli sono fusi insieme).

- Infiorescenza secondaria (o spighetta): le spgihette, compresse dorsoventralmente e con forme lanceolate o oblunghe o ovate, sono formate da un solo fiore senza estensione della rachilla e sono sottese da due brattee chiamate glume (inferiore e superiore). Alla base di ogni fiore sono presenti due brattee: la palea e il lemma.

- Glume: le glume in generalmente sono più grandi dei fiori (ma più corte delle spighette). Nelle spighette staminali le glume normalmente sono assenti. In Eremitis le spighette pistillifere hanno le glume con una sola venatura longitudinale. La forma può essere lineare o lanceolata o oblunga o ovata. La consistenza è membranosa o cartacea. Le venature sono fino a 3.
- Palee: le palee sono membranose o coriacee. Le venature sono fino a 3.
- Lemmi: i lemmi sono membranosi o coriacei. Le venature sono fino a 4.

I fiori fertili sono attinomorfi formati da 3 verticilli: perianzio ridotto, androceo  e gineceo.
- Formula fiorale:[5]

- , P 2, A (1-)3(-6), G (2–3) supero, cariosside.

- Il perianzio è ridotto e formato da tre lodicule, delle squame, poco visibili (forse relitto di un verticillo di 3 sepali). Le lodicule possono anche essere assenti; in Pariana le spighette pistillifere hanno tre o più lodicule.
- L'androceo è composto da 2 stami (raramente 6) ognuno con un breve filamento libero (i filamenti sono fusi insieme), una antera e due teche. Le antere sono basifisse con deiscenza laterale. Il polline è monoporato. In Pariana gli stami sono numerosi (multipli di 6 fino a 36).
- Il gineceo è composto da 3-(2) carpelli connati formanti un ovario supero. L'ovario, glabro, ha un solo loculo con un solo ovulo subapicale (o quasi basale). L'ovulo è anfitropo e semianatropo e tenuinucellato o crassinucellato. Lo stilo, breve, è unico con due stigmi papillosi.

### Frutti
I frutti sono del tipo cariosside, ossia sono dei piccoli chicchi indeiscenti, ovoidali, nei quali il pericarpo è formato da una sottile parete che circonda il singolo seme. In particolare il pericarpo è fuso al seme ed è aderente. L'endocarpo non è indurito e l'ilo è lungo e lineare. L'embrione è provvisto di epiblasto. I margini embrionali della foglia si sovrappongono. La fessura scutellare è assente.

## Biologia
- Impollinazione: in generale le erbe delle Poaceae sono impollinate in modo anemogamo. Gli stigmi piumosi sono una caratteristica importante per catturare meglio il polline aereo.
- Riproduzione: la fecondazione avviene fondamentalmente tramite l'impollinazione dei fiori (vedi sopra). Si presume che i fiori del genere Pariana siano impollinati da insetti in quanto i vistosi stami gialli o bianchi delle spighette maschio facilitano l'impollinazione entomogama (insetti delle famiglie Phoridae e Cecidomyiidae).[11]
- Dispersione: i semi cadendo (dopo aver eventualmente percorso alcuni metri a causa del vento –dispersione anemocora) a terra sono dispersi soprattutto da insetti tipo formiche (mirmecoria).

## Distribuzione e habitat
La distribuzione delle specie di questa sottotribù è americana (centro e sud) con habitat da subtropicali a tropicali. Queste specie crescono nelle foreste ombreggiate, umide e pianeggianti, spesso periodicamente allagate; raramente si trovano anche in foreste montane inferiori fino a 1500 m di altezza. Alcune specie di Pariana (e Eremitis) sono considerate endemiche della costa atlantica delle foreste del Brasile.

## Tassonomia
La famiglia delle Poacee comprende circa 800 generi e oltre 9.000 specie.  È una delle famiglie più numerose e più importanti del gruppo delle monocotiledoni. La famiglia è suddivisa in 12 sottofamiglie, la sottotribù Parianinae della sottofamiglia Bambusoideae (tribù Olyreae).

### Generi
La sottotribù comrede 3 generi e 57 specie:
- Eremitis Döll (17 specie)
- Pariana Aubl. (37 spp.)
- Parianella Hollowell, F.M.Ferreira & R.P.Oliveira (3 spp.)

### Filogenesi
La sottotribù Parianinae, dalle analisi filogenetiche (ancora in completamento), risulta essere "gruppo fratello" del resto della tribù Olyreae (a parte il genere Buergersiochloa che potrebbe essere ancora più "basale") e si distingue soprattutto per le infiorescenze spicate in cui, ad ogni nodo, spirali di spighette maschili circondano e nascondono una singola spighetta femminile; mentre le specie di Eremitis producono delle scaglie sotterranee squamose e cleistogamiche sugli apici degli stoloni (una sorta di fiori sepolti).
La sottotribù di questa voce e la sottotribù Olyrinae condividono la sinapomorfia dei corpi di silice crenati e a forma di croce. Mentre le seguenti sinapomorfie sono relative solamente ai generi di questa sottotribù: (1) nelle spighette pistillifere i lemmi e le glume sono induriti; (2) le spighette terminali pistillifere sono avvolte a spirale dalle spighette staminali; (3) i filamenti degli stami sono fusi insieme.
Sinapomorfie per i singoli generi:
- Eremitis: (1) i culmi sotterranei possiedono delle foglie simili a spate gonfiate; (2) le spighette hanno dei pedicelli lungamente fusi.
- Pariana: (1) la parte apicale delle guaine sono variamente decorate con zone gonfie e traslucide; (2) l'infiorescenza è cilindrica formata da una spirale di cinque spighette staminali che circondano una singola spighetta pistillifera sessile e l'internodo della rachilla associata; (3) le spighette pistillifere hanno tre o più lodicule; (4) gli stami sono numerosi (in genere in multipli di 6).

Il cladogramma seguente, tratto dallo studio citato, mostra la struttura interna della sottotribù con alcune delle sue specie.
|  | \| \| Pariana campestris \| \| \| \| \| \| Pariana sp. \| \| \| \| |
|  |                                                                    |
|  | Pariana radiciflora                                                |
|  |                                                                    |
|  | Pariana campestris                                                 |
|  |                                                                    |
|  | Pariana sp.                                                        |
|  |                                                                    |

|  | Pariana campestris |
|  |                    |
|  | Pariana sp.        |
|  |                    |

|  | \| \| Pariana campestris \| \| \| \| \| \| Pariana sp. \| \| \| \| |
|  |                                                                    |
|  | Pariana radiciflora                                                |
|  |                                                                    |
|  | Pariana campestris                                                 |
|  |                                                                    |
|  | Pariana sp.                                                        |
|  |                                                                    |

|  | Pariana campestris |
|  |                    |
|  | Pariana sp.        |
|  |                    |